# Sankt Anton an der Jeßnitz
Sankt Anton an der Jeßnitz là một đô thị thuộc huyện Scheibbs trong bang Niederösterreich, Áo.